# Мошвешве II
Мошвешве II (англ. Moshweshwe II; 2 травня 1938 — 15 січня 1996) — король Лесото у 1960–1987 та 1995–1996 роках. Він відвідував Амплефорт-коледж в Норт-Йоркширі та вивчав в Оксфорді політику, філософію й економіку. Мошвешве II був верховним вождем Лесото, вищим вождем Сіісо від 1960 року, поки Лесото не отримало повну незалежність від Великої Британії 1966. Був королем Лесото від 1966 до своєї смерті 1996 року. Його політична влада завжди обмежувалася, перериваючи його панування двічі.

## Правління
У січні 1970 року правляча Національна партія Басото (BNP) програла вибори. Прем'єр-міністр Леабуа Джонатан відмовився передати владу переможцю — Партії Конгресу Басото (BCP), привласнивши собі статус «Тоно-Кхола» (мовою сесото приблизно позначає прем'єр-міністра) і заарештував керівників BCP.
BCP тут же стала готувати опір. Була організована Армія Визволення Лесото (LLA), яка проходила навчання в Лівії, допомогу надавала також Танзанія і маоїстські організації.
У 1978 році розгорілася партизанська війна. У 1980 лідер BCP НЦУ Мокхехле перейшов на сторону південноафриканського режиму апартеїду. У 1980 уряд провів масові репресії проти прихильників BCP.
Партія BNP правила до січня 1986 року, поки не була зміщена під час військового перевороту. Військовий міністр передав королю Мошвешве II, який грав до цього лише церемоніальну роль, виняткові повноваження. У 1987 в результаті конфлікту з армією король втік з країни, і новим королем був проголошений його син Летсіє III.
У 1993 року колишній король Мошвешве II зміг повернутися із заслання як звичайний громадянин. Король Летсіє III намагався переконати уряд призначити свого батька Мошвешве II главою держави, але той відхилив пропозицію.
У серпні 1994 року король Летсіє III за підтримки військових здійснив переворот і усунув уряд BCP від влади. Новий уряд не отримав повного міжнародного визнання.
Країни-члени SADC провели переговори і домоглися повернення уряду BCP за умови що король — батько очолить країну. У 1996 після тривалих переговорів партія BCP знову прийшла до влади, а король повернувся в 1995 році, але в 1996 Мошвешве загинув в автомобільній катастрофі.